# 若い季節 (ザ・ピーナッツの曲)
「若い季節」（わかいきせつ）は、1961年に発表され、1963年1月に発売されたザ・ピーナッツの楽曲である。
NHKの同名テレビドラマ、東宝の同名映画の主題歌でもある。

## 概要
1961年から1964年までNHKで放送されたテレビドラマ『若い季節』の主題歌として歌唱された。
歌詞はオリジナル版は3番まであるが、テレビ放送版は2番までしか歌われていなかった（テレビ放送版はショートヴァージョンとしてCDに収録されているものもある）。
作詞者には永六輔を起用した。ザ・ピーナッツの楽曲で永が作詞したのはこの曲程度しか存在しない。
現在でも「ザ・ピーナッツ 全曲集」に定番楽曲の一つとしてCDに挿入されていることが多い曲である。

## 作成者
- 作詞:永六輔
- 作曲:桜井順
- 編曲:宮川泰